# 疏花驼舌草
疏花驼舌草（学名：Goniolimon callicomum）为白花丹科驼舌草属下的一个种。